# L'Entraîneuse
Pour plus de détails, voir Fiche technique et Distribution.
L'Entraîneuse est un film franco-allemand réalisé en 1938 par Albert Valentin, sorti en Allemagne en 1939 et en France en 1940.

## Synopsis
Suzy est entraîneuse (prostituée) dans une boîte de nuit mais décide de laisser son passé derrière elle quelque temps en partant en vacances sur la Côte d'Azur, où elle reprendra son vrai nom (Suzanne Michelet). Elle y rencontrera une famille de jeunes gens bien élevés qui deviendront ses amis, voire plus pour le timide Pierre, dont elle tombera amoureuse. Mais ces vacances idylliques seront troublées par l'arrivée de Gaston Noblet, le père de Pierre, qui a, malgré ses airs de père modèle, déjà fréquenté l'établissement dans lequel travaille Suzy. Ce dernier lui demandera alors de satisfaire ses exigences, ce contre quoi il gardera le silence. Mais cette vie-là n'est pas faite pour Suzy...

## Fiche technique
- Titre : L'Entraîneuse
- Réalisation : Albert Valentin, assisté de Louis Daquin[3]
- Scénario : Charles Spaak
- Dialogues : Charles Spaak
- Photographie : Günther Rittau
- Son : Walter Rühland
- Musique originale : Georges Van Parys
  - Auteur des chansons originales : Michel Vaucaire
- Pays d'origine :  France |  Reich allemand
- Langue : français
- Sociétés de production : Les Films Raoul Ploquin et Universum Film (UFA)
- Format : Noir et blanc - 1,37:1 - 35 mm  - 35 mm  - Son mono
- Genre :  Film dramatique
- Durée : 95 minutes
- Date de sortie : 
  - Troisième Reich : 2 juin 1939
  - France : 20 janvier 1940[2] à Paris

## Distribution
- Michèle Morgan : Suzy, Suzanne Michelet
- Gilbert Gil : Pierre Noblet
- Andrex : Marcel
- Félicien Tramel : Noblet
- Georges Lannes : Philippe de Lormel
- Catherine Fonteney : Mme de Saint-Leu
- René Bergeron : l'inspecteur Barnave
- Gisèle Préville : Mme Noblet
- Arthur Devère : Raymond
- Jeanne Lion : Tante Louise
- Henri Guisol : Robert
- René Génin : François Bellemain
- François Périer : Jean Gilbert
- Fréhel : la chanteuse
- Robert Seller : Loiseau
- Robert Ozanne : Victor
- Génia Vaury : une entraîneuse
- Claire Gérard : Mme Courtois
- Henri Vilbert : le directeur
- Georges Cahuzac : un convive
- Marcel Mouloudji : le cancre
- Jimmy Gaillard : André
- Henri Nassiet : Freddy
- Roger Legris : le mécano
- Hugues Wanner : un joueur
- Marcel Rouzé : le portier de la Dame de cœur
- André Siméon : valet au cercle

## Article annexe
- Liste des longs métrages allemands créés sous le nazisme